# Hadži-Redžepli
Hadži-Redžepli (makedonsky: Хаџи-Реџепли) je vesnice v Severní Makedonii. Nachází se v opštině Štip ve Východním regionu.
Aktuálně je vesnice opuštěná a nikdo v ní nežije. Vysídlena byla během 60. let 20. století.

## Geografie
Vesnice se nachází v údolí Kočanska planina. Kolem protéká řeka Kriva Lakavica. Od města Štip je vzdálená 19 km. Rozkládá se na ploše 15,2 km2 a leží v nadmořské výšce 506 metrů.

## Historie
Na konci 19. století byla vesnice součástí Osmanské říše. Podle bulharského spisovatele a etnografa Vasila Kančova zde v roce 1900 žilo 305 obyvatel, všichni se hlásili k turecké národnosti a islámu.
Během 20. století byla vesnice součástí Jugoslávie, konkrétně Socialistické republiky Makedonie.

## Demografie
Podle sčítání lidu z roku 2002 ve vesnici nikdo nežije. Zatímco v období Osmanské říše byla vesnice čistě turecká, po vzniku Jugoslávie se zde usadilo obyvatelstvo slovanských národností.
| Rok          | 1900 | 1905 | 1948 | 1953 | 1961 | 1971 | 1981 | 1991 | 1994 | 2002 |
| ------------ | ---- | ---- | ---- | ---- | ---- | ---- | ---- | ---- | ---- | ---- |
| Obyvatelstvo | 305  | -    | 140  | 114  | 34   | 0    | 0    | 0    | 0    | 0    |